# Haarmos
Haarmos (Polytrichum) is een geslacht van topkapselmossen uit de haarmosfamilie (Polytrichaceae). Het is een algemeen voorkomend geslacht dat wereldwijd verspreid is.
Het zijn over het algemeen vrij grote, stevige mossen, die zelfs tot langer dan 50 cm kunnen worden.
In België en Nederland wordt het geslacht vertegenwoordigd door een zevental soorten.

## Naamgeving enetymologie
De botanische naam Polytrichum is afkomstig uit het Oudgriekse polus, (veel), en thrix (haar), naar het dicht behaarde huikje dat de jonge sporogoon beschermd.

## Kenmerken

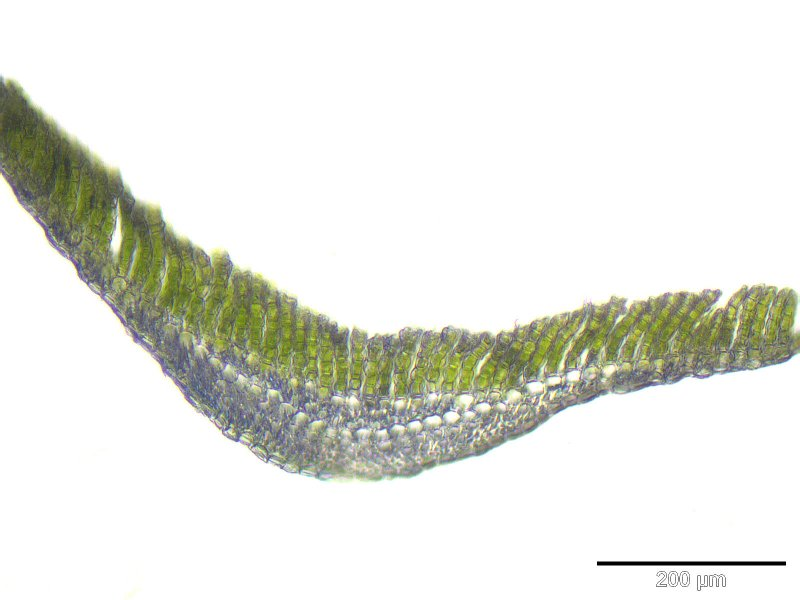
Gewoon haarmos, dwarsdoorsnede stengelblad met fotosynthetiserende lamellen (×125)

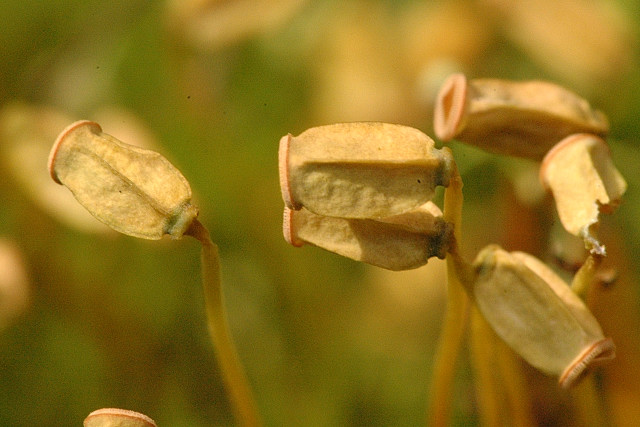
Gewoon haarmos, sporofyt met seta, sporenkapsel en peristoom

Haarmossen zijn topkapselmossen die dankzij hun sterk gedifferentieerde stengel, een protostele met een primitieve vorm van xyleem en floëem, voor een mos zeer groot kunnen worden, tot zelfs 50 cm voor het bulthaarmos (P. uliginosum).
De gametofyt (de groene mosplant) heeft, buiten zijn grootte, de karakteristieke vorm van een lid van een Polytrichaceae. Maar waar bij de meeste mossen de epidermis van de bladschijf uit een enkele cellaag bestaat, is die bij de haarmossen aan de bovenzijde bedekt met longitudinale, parallel lopende en elkaar overlappende lamellen, waarin de fotosynthese plaatsvindt.
De sporofyt van de haarmossen ontspringt nabij de top van de gametofyt en bestaat uit een lange steel of seta met aan de top een sporogoon of sporenkapsel, dat bij jonge sporofyten beschermd wordt door een opvallend behaard huikje. De sporen ontstaan door meiose in het weefsel binnen het sporenkapsel, dat ondersteund wordt door een centrale columella, en worden verspreid via een ringvormige, met tanden bezette opening, het peristoom, die bij onrijpe kapsels afgesloten wordt door een operculum.

## Fysiologie
De parallel lopende lamellen op de bovenzijde van de stengelblaadjes is een voorbeeld van xeromorfe adaptatie, een aanpassing aan droge omstandigheden. Vocht wordt vastgehouden tussen de lamellen, daarbij geholpen door de verdikte topcellen. Relatief weinig cellen staan in contact met de omgeving, terwijl er via de zijkant van de lamellen toch voldoende gassen worden uitgewisseld met de buitenwereld om fotosynthese mogelijk te maken.
Het microklimaat tussen de lamellen schept een ideale omgeving voor micro-organismen zoals parasitische schimmels en raderdiertjes.
Een extra aanpassing tegen de droogte is dat de blaadjes, die bij vochtig weer alzijdig afstaan, zich bij droogte opwaarts rond de stengel plooien. Bij sommige soorten kunnen los daarvan de dunne, brede bladranden zich over de bladschijf plooien.

## Habitaten verspreiding
Haarmossen zijn terrestrische planten uit zeer uiteenlopende biotopen, van open zandverstuivingen tot schaduwrijke bossen. Ze zijn wereldwijd verspreid over alle continenten, met inbegrip van Antarctica.

## Soortenlijst
In 1971 werd een aantal soorten uit Polytrichum in een apart geslacht Polytrichastrum opgenomen, dit op basis van de structuur van het peristoom. Doch recent moleculair en morfologisch onderzoek uit 2010 toont aan dat sommige daarvan toch thuishoren in Polytrichum.
Het geslacht Polytrichum omvat ongeveer 70 soorten, waarvan hier een selectie:
- Polytrichum appalachianum
- Polytrichum alpinum Hedw. 1801 (Berghaarmos)
- Polytrichum commune Hedw. 1801 (Gewoon haarmos)
  - P. commune for. fastigiatum  (Gewoon haarmos vertakt)
  - P. commune var. humile  (Doorgroeid haarmos)
  - P. commune var. perigionale  (Gedeukt haarmos)
- Polytrichum formosum Hedw. 1801 (Fraai haarmos)
  - P. formosum for. fastigiatum  (Fraai haarmos vertakt)
- Polytrichum hyperboreum
- Polytrichum juniperinum Hedw. 1801 (Echt zandhaarmos)
  - P. juniperinum var. affine  (Veenhaarmos)
- Polytrichum longisetum  (Gerand haarmos)
- Polytrichum lyallii
- Polytrichum ohioense
- Polytrichum pallidisetum
- Polytrichum papillatum
- Polytrichum piliferum Brid. 1800 (Ruig haarmos)
- Polytrichum sexangulare
- Polytrichum sphaerothecium
- Polytrichum strictum
- Polytrichum swartzii
- Polytrichum uliginosum (Wallr.) Schriebl (Bulthaarmos)

Orde Polytrichales 

Familie Polytrichaceae (haarmosfamilie)

Geslachten:
Alophosia · 
Atrichopsis · 
Atrichum (rimpelmos) · 
Bartramiopsis · 
Dawsonia · 
Dendroligotrichum · 
Hebantia · 
Itatiella · 
Lyellia · 
Meiotrichum · 
Notoligotrichum · 
Oligotrichum · 
Plagioracelopus · 
Pogonatum (viltmuts) · 
Polytrichadelphus · 
Polytrichastrum · 
Polytrichum (haarmos) · 
Pseudatrichum · 
Psilopilum · 
Steereobryon
... · P. alpinum (berghaarmos) · P. commune (gewoon haarmos) · P. commune for. fastigiatum (gewoon haarmos vertakt) · P. commune var. humile (doorgroeid haarmos) · P. commune var. perigoniale (gedeukt haarmos) · P. formosum (fraai haarmos) · P. formosum for. fastigiatum (fraai haarmos vertakt) · P. juniperinum (echt zandhaarmos) · P. juniperinum var. affine (veenhaarmos) · P. longisetum (gerand haarmos) · P. piliferum (ruig haarmos) · P. uliginosum (bulthaarmos) · ...